# Marcel Louette
Marcel Louette (24 februari 1907 – 23 februari 1978) was een Belgisch verzetsstrijder tijdens de Tweede Wereldoorlog en oprichter van de “Witte Brigade” met codenaam “Fidelio”.

## Onderwijzer
Marcel Louette was onderwijzer te Antwerpen. Hij leidde er ook een liberale vereniging “de Jonge Geuzenwacht”

## Achttiendaagse Veldtocht
Tijdens de mobilisatie werd hij als reserve-luitenant onder de wapens geroepen. Hij vocht in de Achttiendaagse Veldtocht in de dekkingsstelling langs het Albertkanaal als luitenant van de 10e compagnie fuseliers van het 3e bataljon van het 6e linieregiment van de 14e infanteriedivisie.
Na de capitulatie op 28 mei 1940 werd hij gedemobiliseerd.

## Verzet
Op 23 juni 1940 stichtte hij samen met Leon Boumans de “Geuzengroep” als verzetsgroep binnen zijn “de Jonge Geuzenwacht”.
Hij liet zich noemen met de codenaam Fidelio. Later hernoemde hij zijn verzetsgroep tot “Witte Brigade” in contrast met de “Zwarte Brigade” van collaborateurs onder leiding van SS-Untersturmführer Reimond Tollenaere. De Witte Brigade hield zich bezig met spionage, sabotage van o.m. spoorwegen, onderduiken en smokkel naar Engeland. Onder meer het Vleeshuis te Antwerpen en het Rivierenhof dienden als wapenopslagplaatsen. Hij gaf met Guillaume Van Gaever en de gebroeders Crutzen
80 edities uit van het clandestien anti-Duits blad Steeds Verenigd/Unis Toujours.

## Aanhouding
De Gestapo kon bij een razzia de hand leggen op een ledenlijst van de Witte Brigade en Marcel Louette moest onderduiken. In mei 1944 hield de Gestapo Marcel Louette aan bij een inval in de Cuylitsstraat 31 te Antwerpen. Op 11 mei 1944 werd hij voor ondervraging overgebracht naar het Fort van Breendonk. Op 31 augustus 1944 werd hij afgevoerd naar Kamp Vught en vandaar naar concentratiekamp Sachsenhausen.

## Bevrijding
Op 22 april 1945 werd hij bevrijd door het Rode Leger.
Bij zijn terugkeer verklaarde hij:

Geen gelukwensen voor mij persoonlijk alstublieft. Mijn werk is onafscheidelijk van dat van de anonieme leden van de Witte Brigade. Wij allen, mannen en vrouwen van de Witte Brigade, wij allen hebben onze plicht gedaan tegenover het land. Wij zullen dat blijven doen.

## Overlijden
Marcel Louette stierf de dag voor zijn 71e verjaardag. Hij ligt begraven op het Schoonselhof te Hoboken (Antwerpen).